# Return to Castle Wolfenstein
Return to Castle Wolfenstein (срп. Повратак у Замак Вулфенштајн) је пуцачина из првог лица коју је објавио Аctivision, објављена је 19. новембра 2001. за Windows a затим за PlayStation 2, Xbox, Linux i Macintosh. Развијена је од стране Gray Matter Interactive, а њен мултипејер мод развила је компанија Nerve Software. id Software, креатори игре Wolfenstein 3D, надгледали су развој и потписани су као извршни продуценти. Мултипејер је на крају постао најпопуларнији део игре и био је утицајан у жанру. Splash Damage креирао је неке од мапа за Game of the Year едицију. Наставак под именом Wolfenstein, објављен је 18. августа 2009. године.

## Начин игре
Током кампање играч из првог лица контролише војног ренџера по имену Вилијам "Б.Ј." Блазкович (енгл. William "B.J." Blazkowicz). Играч, као и противници, има одређену количину здравља (енгл. Health), од почетка играч има 100% хелта и могућност да сакупи још 100% оклопа уз помоћ одређених кацига и јакни које проналази у игри, додатних 100% оклопа није могуће вратити уз помоћ здравствених предмета који се могу покупити на разним местима током игре. Постоји 5 врста предмета које играч може да покупи:
- Оружије
- Муниција
- Здравствени предмети
- Оклоп
- Благо

Играч може носити сво оружије које нађе током игре али може користити само једно у тренутку, такође играч може носити и одређену количину муниције. Здравствени предмети и оклоп служе да повећају играчу количину хелта односно оклопа. Здравствени предмети лече играча између 0-100 здравља док оклоп додаје играчу додатну количину заштите. Благо служи једино да како би играч поред порласка нивоа имао додатан фактор при прелажењу нивоа. У игри такође постоји фактор шуњања тако да ако играч чучи теже га је приметити,односно ако трчи лакше је примећен. Још један од мање битних ставки је енергија (стамина) коју играч троши услед трчања или скакања.

### Мултиплејер
Мулитплејер је мод базиран на задатку у којем су играли подељени у два тима - Непријатељи (енгл. Axis) и Савезници (енгл. Allies). Сваки тим има низ задатака које треба завршити, савезници обично уништавају неку врсту неприајтељског објекта док га непријатељи бране. Ови задаци су подељени у две категорије примарну и секундарну. Примарни циљеви су они који морају бити обављени за победу, то је углавном крађа тајних докумената или уништавање радарског постројења. Међутим секундарни циљеви су опциони и они помажу одређеном тиму да лакше додђе до примарног задатка, они могу бити, на пример, разваљивање врата која омогућавају приступ тунелу који скраћује потребно време путовања до непријатељске базе.
Сваки тим има приступ мало другачијем сету оружја који одговара оној коју користи свака страна у Другом светском рату. Играчи могу бирати између четири различите класе: Војник (енгл. Soldier), Лекар (енгл. Medic), Поручник (енгл. Lieutenant) и Инжењер (енгл. Engineer). Војници могу носити тешка оружија као што су панзерфауст (енгл. Panzerfaust), отровни топ (енгл. Panzerfaust) и бацач пламена(енгл. Flamethrower) који нису омогућени осталим класама, лекари могу оживљавати и лечити остале саиграче, инжењери могу пробити препреке и поставити или уклонити динамит, поручници могу достављати муницију саиграчима и могу наредити ваздушне нападе.
Свака класа се специјализује у одређеном аспекту игре, а ефикасан тим ће балансирати играче користећи све четири класе, као што војник пробија кроз непријатељску одбрану тако лекар помаже тиму одржавајући их у живот. Војник надокнађује недостатак ватрене моћи са медицниским особљем, док лекари надокнађују тиму здравље. Поручник снабдева тим муницијом, посебно војнике, али и инжењере како би завршили циљ, који је претходно ослободио војник.
Постоје три различита начина игре, од којих сваки омогућава различито искуство: циљ, штоперица и контролна тачка. Штоперица позива савезничку страну да заврши низ циљева у унапред одређеном временском року. Противнички и Савезнички зтим мењају стране и противнички тим има циљ да заврши задатак у краћем временском року. Контролна тачка је мод у коме тимови узимају заставице. Познатији назив је ухвати заставицу (енгл. Capture the Flag (CTF)). Који год тим први преузме контролу свих заставица побеђује.

## Прича
Година је 1943. Други светски рат. Додељен канцеларији за тајне акције (ОСА) (енгл. Office of Secret Actions) из војске, амерички војни ренџер Вилијам "Би-Џеј" Блазковиц и британски оперативни Aгент Један (енгл. Agent One) послати су у Египат како би истражили повећање активности нацистичке паранормалне дивизије СС-а. Двојац је био сведок да је СС пустио древну клетву око места копања, оживљавајући бројне зомбије из свог сна. Успешно пролазећи поред мумија и нациста, Би-Џеј и Агент Један су одведени до аеродрома и локације коју треба испратити. Док су пратили СС и Хелгу, оборени су у близини Аустрије и заробљени су од стране нациста. Агент Оне и Блазковиц су одвезени и затворени у замак Вулфенштајн (енгл. Wolfenstein), удаљеном, средњевековном замку који је служио као утврђење, затвор и истраживачка станица. Током затварања, Агента Један је мучио доктор Зи због информација и он умире од струјног удара. Би-Џеј међутим, успева да побегне из тамнице у замку Вулфенштајн и да се извуче из замка, успешно пролази и поред страже замка и користећи жичару напушта подручје замка како би се нашап са Кеслером (енгл. Kessler), припадником немачког покета отпора у оближњем селу.
У међувремену, СС паранормална дивизија, под командом оберфирера Хелге фон Булов (енгл. Oberführer Helga von Bulow), одавно се преселила из Египта и ископавала је катакомбе и крипте древне цркве у самом селу у потрази за местом починка "Dark Knight" (срп. Мрачни Витез). Немарно понашање дивизије довело је до ослобађања древне клетве и буђења хорди немртвих бића, овог пута укључујући и саксонске витезове. Већина СС-а коначно схвата опасност и затвара улаз у катакомбе, остављајући многе војнике заробљене унутра. Би-Џеј се спушта без обзира и бори се истовремено против нациста и немртвих све док не стигне у древну кућу богослужења, уклету цркву (енгл. the Defiled Church), где је нацистички професор Земф (енгл. Zemph) спроводио извлачење животне материје над лешом Мрачног Витеза, захваљујући нацистичкој технологији то и успева. Недуго пред долазак Би-Џеја, Земф покушава да наговори нестрпљиву Хелгу вон Балов да не узме древни тулијански артефакт, "Dagger of Warding" (срп. Бодеж Чувања) са оближњег олтара у изолованом делу цркве, али она убија Земфа и узима бодеж. Ова коначна грешка ослобађа још једно чудовиште, Оларика (енгл. Olaric), који ју је раскомадао. Блазковиц, након ватрене битке против душа и демона напада, савладава Оларика, и затим одлази са Земфовим белешкама и бодежом.
Пошто је Хелгино вођство изгледа дошло до краја, ОСА почиње да се фокусира на једног од немачких водећих научних истраживача и шефа одељења за специјалне пројекте СС-а, Оберфирера Вилхелма "Детсхеда" Штрасеа ({{Јез-енгл|Oberführer Wilhelm "Deathshead" Strasse} Током истраге ОСА схвата да се Детсхед припрема да покрене напад на Лондон. Он планира да искористи ракету V-2 опремљену са експерименталном биолошком бојевом главом, лансирајући је из базе близу Катамарунде на Балтику. Због потајеног начина на који ОСА треба да делује, Блазковиц се падобраном спустио раздвојен од своје опреме. Након прикупљања своје опреме, он се скрива у камион за снабдевање који иде у базу. Кад стигне, Блазковиц уништава ракету V-2 на лансирној подлози и бори се како би изашао изван постројења ка ваздушној бази која је опремљена експерименталним млазним авионима. Када ситгне, узима и управља ракетним авионом "Кобра" и лети  на Малту.
Желећи да сазнају више од Детсхеду и његовим тајним пројектима, ОСА шаље Блазковича у бомбардовани град Куглештад (енгл. Kugelstadt), где Блазковицу помажу стране припадника Немачке групе отпора Крејсау округа (енгл. German Kreisau Circle resistance group) у проваљивању у пропалу фабрику и ексфилтрирању дезертираних научника. Тамо открива нацрте и прототип најновијег оружија рајха, електрично управљани ручни митраљез назван "Отровна цев". Блазковиц на крају упада у подземни истраживачки комплекс Детсхеда, Постројење тајног оружја (енгл. Secret Weapons Facility). Тамо се сусреће са ужасним плодовима Детсхедовог труда, деформисаним створењима,ћ која су настала питем хирургије и механичких импланта. Створења беже из својих ћелија и почињу да бесне. Блазкович се пробија кроз постројење, само да би видео Детсхеда како бежи од хаоса подморницом (енгл. U-boat), али успева да сазна где се запутио Детсхед испитујући заробљеног немачког официра.
Блазкович, са својом најновијом информацијом, спушта се падобраном у Норвешку близу Детсхедових мистериозних "Икс-лабораторија" (енгл. "X-Labs"). Након проваљивања у постројење, у коме је бројчано надјачан од стране уврнутих бића са којима се сусрео у Куглштаду звани "лупери" (енгл. Lopers), Блазковиц узима Детсхедов журнал чији садржај директно повезује Детсхедова истраживања са остатком активности паранормалне СС дивизије. Затим се суочава са неколико нових прототипа створења под називом Супер-војник (енгл. Super soldier), високих монструозности обложених оклопом које покрећу хидрауличне ноге и који носе снажно оружије. Коначнп сустигавши Детсхеда, Блазковиц се суочава са комплетним и потпуно оклопљеним Супер-војником и убија истраживаче који су га развили. Након што је Супер-војник уништен, Детсхед је фрустриран и запрепаштен што је пројекат његове каријере уништен, затим бежи авионом Кобра и не појављује се до самог краја игре.
Након проучавања докумената које је запленио Блазкович, ОСА је постала свесна шеме под кодним називом "Операција: Ускрснуће" (енгл. Operation: Resurrection), план за оживљавање Хајнриха I (енгл. Heinrich I), легендарног и моћног саксонског врач-краља (енгл. Saxon warlock-king) из 943. године н.е. Упркос скептицизму високих савезничких команданата, ОСА спушта Блазковица назад близу замка Вулвештајн, на брану Брамбург (енгл. Bramburg Dam), где Блазковиц пробија свој пут док не стигне до села Падерборн (енгл. Paderborn). Након атентата на вишег официра СС паранормалне дивизије који су требали да присуствују операцији ускрснућа, Блазковиц се пробија кроз дворац Шуфстафел (енгл. Chateau Schufstaffel) и кроз простор испред замка. Након борбе са још два Супер-војника, Блазковиц прилази месту ископина близу замка Вулфенштајн.
Унутар ископина, Блазкович се бори против нацистичких стражара и прототипа супер-војника и стиже до улаза у подземне гробнице замка Вулфенштајн. Тамо је открио да су уништени и оронули делови замка препуни немртвим створењима, која нападају порушене бедеме замка. Након што се пробио кроз подземне радове замка, Блазкович стиже прекасно на место мрачне церемоније да заустави ускрснуће Хенриха првог. На церемонији, СС оберфирер и врачар Маријана Блавацки (енгл. Oberführerin Marianna Blavatsky) призива  духове таме који претварају три Детсхедова супер-војника у мрачне витезове, Хајнрихове поручнике. Она на крају уздиже Хајнриха I који јој се захваљује тако што је претвара у свог немртвог роба. У врхунској борби, Блазковиц након што је исцрпио највећи део свог арсенала, уништава три мрачна витеза, немртву Маријану Блавацки, и на крају и Хајнриха I. У даљини Рајхфирер СС-а Хајнрих Химлер ужаснуто гледа, говорећи "Американац .... упропастио је све" након тога одлази у Берлин да се суочи са Хитлером.
У ОСА, Операција: Ускрснуће је затворена и Блазкович одлази на "ОиР" (Одмор и Рекреацију) (енгл. R&R) - убијајући нацисте.

## Развој
Повратак у замак Вулфенштајн је модификовани наставак старије пуцачине из првог лица Вулфенштајн 3Д (енгл. Wolfenstein 3D). Ово издање укључује кампањуза једног играча заснованој на причи (која користи одређене теме из оригиналне игрице), као и могућност да се игра са више играча у тиму.
У кампањи, удружени агенти фиктивне ОСА су послати да истраже гласине у вези са једним пројектом Хајнраха Химлера, односно СС паранормалне дивизије. Међутим агенти су ухваћени пре него што су успели да заврше своју мисију и затворени су у замак Вулфенштајн. Ирач у улози Блазковича мора да побегне из замка. Играч ће истраживати и активности СС Паранормалне Дивизије, што укључује васкрсење мртвих и биотехнологију, док ће такође морати да саботира оружија за масовно уништење као што су В-2 ракете и биолошке бојеве главе. Током игре играч ће се борити са Вафен СС (енгл. Waffen SS) војницима, елитном јединицом познатом као "Црна стража" (енгл. Fallschirmjäger (paratroopers)), немртвим бићима као и са супер-војницима који су креирани операцијамаи хемијским инжењерингом који је спровео Вилхем "детсхед" Штрасе. Финални и најјачи непријатељ је немртви саксонски ратник и принц Хајнрих први.
Идеја о жичари у замку је преузета из филма У орловском гнезду из 1968. године, у коме је генерал америчке војске заробљен и затворен у замак Адлер (енгл. Adler), тврђаву у Алпима изнад градића Верфена (енгл. Werfen), до које се може доћи само жичаром, и у којој је седиште немачке тајне службе за јужну Баварску. Паранормални мотиви у причи су везани за замак Вевелсбург (енгл. Wewelsburg) из 17. века, који су Немци под Химлеровим вођством заузели и у њему практиковали ои магијске ритуале.
Једна од мапа за више играча (која је издата засебно као демо верзија) приказује плажу Омаха (енгл. Omaha) у операцији Оверлорд и инспирисана је уводном сценом из филма Спасавање редова Рајана (енгл. Saving Private Ryan). Ово је довело до ривалства између игре Повратак у Замак Вулфенштајн и Медаље части: Напад савезника (енгл. Medal of Honor: Allied Assault), чија је тема исто Други светски рат и у којој се пуца из првог лица, а садржи и сцену на плажи Омаха.
У немачкој верзији игре, избегавају се директне референце на нацистичку партију и Трећи рајх, због строгих немачких закона у вези са тим. Играч се не бори против нациста већ против тајне секте по имену Вукови, коју води Хајнрих Холер (енгл. Heinrich Höller), чије име и презиме подсећа на Химлера, само је обрнуто значење (Химлер је "Небески", а Холер је "паклени"). Такође избачена је и нацистичка свастика: немачке снаге корите лого Вулфенштајна који је комбинација стилизованог двоглавог орла (који је чест симбол у нацизму), В као Вулфенштајн и лого Квејк 3 Тим Арена (енгл. Quake III: Team Arena) (погон игрице и мрежни код Вулфенштајна је заснован на Квејк 3). "В" лого са орлом је истакнут на омоту америчког издања игре.
Игрица као музичку подлогу за кампању коју игра један играч користи Бетовенову Месечеву сонату и За Елизу.
Неки звучни ефекти у игрици су издвојени из филма 2001: Свемирска одисеја из 1968. године. Ови звукови су обилатно користе у Радарској станици и лабораторијама да би се стекао ефекат рада наулне опреме у истраживачком центру.
Игрицу покреће модификована верзија Ид Тек 3 (енгл. id Tech 3) погона са променама уведеним да подрже велике области у екстеријеру. Погон за Вулфенштајн је касније коришћен као база за Вулфенштајн: Непријатељска територија (енгл. Wolfenstein: Enemy Territory), Тринити: Разбијајући Ефекат (енгл. Trinity: The Shatter Effect) и Позив Дужности (енгл. Call of Duty).
Постоје многа различита издања игрице Повратак у Замак Вулфенштајн. Оригинално издање, верзија 1.0, издато је у кутији која садржи малу књижицу. издање за колекционаре објављено је у исто време и спаковано је у металну кутију. Садржина колекционарског издања се мењала у зависности од тога кад је купљено, а у њему су се налазили постер, пришивач или бонус ЦД. Издање "игрица године" (2002-в.1.33.) садржало је и огригинални Вулфенштајн 3Д, демо издања игрице, и 7 нових мапа за више играча (Trenchtoast, Tram Siege, Ice, Chateau, Keep, The Damned, and Rocket). Платинум издање (2004.-в.1.41.) је укључивало Вуфленштајн:Непријатељска територија, експанзију за више играча и Вуфленштајн 3Д. Повратак у замак Вулфенштајн: Плима рата (енгл. Wolfenstein: Tides of War) такође је садржало оригинални Вулфенштајн 3Д који није могао да се откључа након победе у кампањи, и нека побољшања у погледу звука.

### Портови
Игрица је била објављена за Линукс (енгл. Linux) и Мекинтош (енгл. Macintosh) платформе у 2002. години, након линукс порта који је обавила кућа "Timothee Besset" и мек порта обаљеног од стране "Aspyr Media". 2003. Године 2003. игра је пренесена на плејстејшн 2 (енгл. PlayStation 2) и Xbox (енгл. Xbox) конзоле за видео игре и титлована као Операција Васкрснуће (енгл. Operation Resurrection) и Плиме рата (енгл. Tides of War).

#### Разлике између верзије за конзоле
Обе верзије за конзолу укључују једну додатну мисију, са дешавањем мало пре него што почиње кампања за компјутер, постављену у измишљеном граду Рас Ел-Хадид (енгл. Ras El-Hadid) у Египту. У другој половини овог нивоа налази се велико подземно место сахране са многим непријатељима, као и оригинална прва мисија. Овај ниво је мало приближнији намерама развојног тима што показује јасно египатски дизајн места сахране, укључујући присуство песка, замки, мумија и хијероглифа на зидовима у неким подручјима (у оригиналној миси ово можемо наћи током друге мисије у немачком селу). Насупрот томе, прича у синглпејер верзији за рачунар почиње у замку Вулфенштајн.
Верзија за PlayStation 2 има бонус додатак који омогућава играчима да купују ствари на крају сваког ниова уз помоћ блага које пронађу. У Xbox верзији тајни бонус се додељује када су пронађене све тајне области за тај ниво. Такође има неколико нових опремљивих предмета и оружија, као и нове непријатеље. Кооперативни режим за два играча је ексклузиван за Xbox и омогућава другом играчу да игра као Агент Један, мењајући игру у којој никада није убијен и завршава мисије до краја. Ово подржава причу да је и Агент Један такође преживео. Xbox верзија такође има садржај који се може преузети са интернета, и системско повезивање и мултиплејер преко Xbox Live (енгл. Xbox Live) пре него што је укинуто за оригиналне Xbox игрице. Платинум хит издање игре је такође издато за Xbox. PlayStation 2 верзија не подржава мултиплејер.
Завршавање Xbox верзије откључава додатни бонус: оригинални Вулефнштајн 3Д.

### Издавање изворног кода
Изворни код за Повратак у Замак Вулфенштајн и Непријатељска Територија је под ГНУ генералном јавном лиценцом (ГЈЛ) 12. августа 2010. Квејк 3 развојни тим на веб страници icculus.org објавили су убрзо након тога почетак новог погонског пројекта.

## Филм
Повратак у Дворац Вулфенштајн филм је објављен 2002. године са Робом Кохеном. Међутим, мало је информација на располагању од тада, са изузетком интервујуа ИГН-а (енгл. IGN) од 20. јула 2005. године. У интервјуу се разговарало о филму Повратак у Замак Вулфенштајн са запосленима из ИД. Тод Холеншед је изјавио да је филм идаље био у раним фазама радова.
Дана 3. августа 2007, Вариети је потврдио Повратак у Замак Вулфенштајн, који је написао и режирао Роџер Авари и продуцирао Самуел Хадида. 2. новембра 2012. Рогер Авари је потписао уговор да пише и режира филм. Филм се описује као мешавина Инглоријус Бастардс (енгл. Inglourious Basterds) и Капетан америка (енгл. Captain America).

## Одзив

### Продаја
Повратак у Замак Вуфенштајн дебитовајо је на трећем месту на графикону продаје НПД интелекта (енгл. NPD Intelect) за период од 18. до 24. новембра, по просечној малопродајној цени од 57 долара. У другој седмици је пала на позицију 7. До краја 2001. године, домаћа продаја игре износила је 253.852 јединице, за приходе од 13,1 милиона долара.
У Сједињеним Америчким Државама, Повратак у Дворац Вуфленштајн продао је 350.000 примерака и зарадио је 17 милиона долара до августа 2006. године. То је била 48. најпродаванија компјутерска видео игра у земљи између јануара 2000. и августа 2006. Комбинацијом продаја свих верзија Вуфленштајна између јануара 2000. и Августа 2006. достигао је 660.000 јединица у САД до последњег датума. Повратак у Замак Вулфенштајн добио је "сребрну" нагарду за продају од стране Удружења издавача софтвера за забаву у слободно време (ЕЛСПА) (енгл. Entertainment and Leisure Software Publishers Association), што указује на продају од најмање 100.000 примерака у Великој Британији. До јануара 2002, Активижн је саопштио да су пошиљке Вуфенштајна премашиле милион јединица.

### Рецензије
Повратак у Замак Вулфенштајн добио је позитивне рецензије од стране критичара. У Метакритици (енгл. Metacritic), достигао је скор 88/100 (на основу 32 прегледа), а на ГејмРенкингсу (енгл. GameRankings) скор од 86.75% (базираном на 50 рецензија). Еурогејмеров (енгл. Eurogamer) Том Брамвел назвао је ову видео игру "достојним додатком ид софтверовом пуцачином. У игри синглплејер је просечно добар и одузима добар део времена да се заврши, али игрицу краси првокласни мултиплејер".

### Контроверзе
У марту 2008. Амерички Стејт Департмент је Конгресу поднео извештај под називом "Савремени глобални антисемизам", у коме су описали игрицу Вуфленштајн Повратак у Замак као антисемитску. Извештај се ослања на чланак Џонатана Кеја објављен у Њујорк Тајмсу 2002. године у коме се говори о увођењу "Нацистичких протагониста" на светско тржиште онлајн видео игрица, а посебно се осврће на Дан пораза и Вуфленштајн. Чланак је објављен само у неколико дана пре него што је изашла игрица Медаља Части, која садржи многе сличне мотиве и могућности као Вулфенштајн, између осталог и могућност да играч изабере нацисту за протагонисту са којим ће играти.
Тед Холеншед, тадашњи директор ИД софтвера (у време када је објављен чланак) коментарисао је ово на следећи начин:
"Тренд који видите у новим игрицама је у некој мери одраз онога што се дешава у култури. На пример, сада постоје игрице са терористима и анти терористичким јединицама. А игрице које се тичу 2. Светског рата попут Вуфленштајна и Дана пораза одржавају оно што видимо у популарним филмовима... Не сумњам да ће бити људи који ће да ово искуство играња игрице са више играча на мрежи изврну и кажу, " не могу да верујем да сте урадили ово". Има доста критичара у индустрији игрица, и они стално траже нешто да критикују."

### Награде
Игру су номиновали Шерман Арчибалд, Џон Кармак и Рајан Фелтрин за категорију "Врхунац у програмирању" (енгл. "Excellence in Programming") на додели награда Избор развијача игара 2002. године.
ПЦ Гејмер САД (енгл. PC Gamer US) је наградио Повратак у Замак Вулфенштајн за њихову "најбоља мултиплејер игра" награду 2001. године. Уредници су написали: " Ниједан други FPS (срп. Пуцачина из првог лица) не награђује овај ниво тимског играња, не садржи овај ниво графике, и нема варалица."

## Наставци
Само мултиплејер верзија, Вуфленштајн: Непријатељска Територија, првобитно је била планирана као комплетан експанзиони пакет за Повратак у Замак Вулфенштајн који је развила Сплеш Демиџ (енгл. Splash Damage) компанија. Синглплејер компонента игре никада није била завршена самим тим је и компетно избачена. Развојни тим је у том тренутку одлучио да мултиплејер део објаве као потпуно бесплатну, самосталну игру коју можете преузети. Непријатељска Територија је мрежна мултиплејер игра заснована на завршавању задатаку помоћу тимског рада и разних класа карактера.
Ова игра касније је поново избачена као поптуно самостална и комерцијална под називом Непријатељска Територија: Квејк Ратови постављена у ИД Софтвер Квејк универзуму. Полу наставак назван Вулфенштајн развио је Рејвен Софтвер (енгл. Raven Software) и ИД Софтвер а објавио је Активижн, 18. августа 2009. Наставак под називом Вулфенштајн: Нови Поредак (енгл. Wolfenstein: The New Order) и самосталана претходник експанзија Вулфенштајн: Стара Крв (енгл. Wolfenstein: The Old Blood) је такође била објављена 2014. односно 2015. године. Стара Крв садржи референце из Повратка у Замак Вулфенштајн са карактерима сличних имена и помињањем Икс лабораторија.
Прича из Новог Поретка праћена је у најновијем издању Вулфенштајн 2: Нови Колосус (енгл. Wolfenstein II: The New Colossus) који је изашао крајем 2017. године.